# Jean-Jacques Rebière
Jean-Jacques Rebière (Begla, Gironda, 22 d'abril de 1959) va ser un ciclista francès, que combinà la carretera amb la pista. Va participar en els Jocs Olímpics de 1976. El seu germà Jean-Marc també es dedicà al ciclisme.

## Palmarès
- 1980
  - 1r al Tour de Gironde-Sud[2]